# 岐山村
岐山村位于中華人民共和國上海市长宁区愚园路1032弄，建于1925年－1931年间，占地2.2公顷，3层楼70幢加5幢花园住宅共75幢，得名于周武王的发祥地岐山，现有居民近500户，弄内百分之40被出租户使用。
钱学森曾在岐山村111号居住，杜重远和祝希娟曾在岐山村25号居住。作家施蛰存则在岐山村愚园路1018号居住了65年之久（1938年-2003年去世）。
原上海宽紧带厂位于弄内60号，现为岐山村市民会所。居委会位于48号。2018年经历大规模修缮包括被白蚁侵蚀后的房梁。岐山村已列为上海市优秀历史建筑。